# Melegís
Melegís es una localidad española del municipio de El Valle, perteneciente a la provincia de Granada, en la comunidad autónoma de Andalucía. Está situada en la parte meridional de la comarca del Valle de Lecrín. Cerca de esta localidad se encuentran los núcleos de Restábal, Chite, Saleres, Talará, Murchas, Mondújar, La Loma, Albuñuelas, Béznar y Pinos del Valle.

## Historia
Melegís —antes conocido como "Melexís"— fue un municipio independiente hasta 1972, cuando se fusionó junto con Restábal y Saleres en un solo municipio llamado El Valle, recayendo la capitalidad municipal en el núcleo restabeño.
En el siglo XV fue residencia de la corte nazarí durante un corto período de tiempo, siendo así la capital del Reino de Granada. Fue Reconquistada junto con el resto de El Valle por el Marqués de Villena. Después de la expulsión de los moriscos fue repoblada durante los siglos XVI y XVII por gallegos y castellanos.
En el siglo XVIII, importantes familias nobiliarias y con influencia política de la provincia se instalan aquí, construyendo casas señoriales, en las cuales colocaban sus escudos de armas, los cuales aún se conservan.

## Demografía
| Gráfica de evolución demográfica de Melegís entre 1842 y 1970 |
| |
| Población de derecho según los censos de población del INE Población de hecho según los censos de población del INEEntre el censo de 1981 y el anterior, este municipio desaparece porque se agrupa en el municipio El Valle |

## Cultura

### Costumbres
El Jueves Lardero o Día de la Merendica, es una jornada en la que los lugareños van al campo a comer de todo aquello que durante la Cuaresma no se puede. Se celebra el jueves anterior al Miércoles de Ceniza.
El Sábado de Gloria después de la misa de Resurrección existe la tradición de encender una hoguera en el pueblo. Igualmente, en la noche de San Juan la gente de esta localidad suele ir a lavarse la cara en alguna acequia, río o lavadero para purificar la piel.

### Monumentos
Entre los monumentos melegileños destaca la Iglesia de San Juan Evangelista, actual monumento nacional de estilo mudéjar y renacentista. Habiendo sido restaurada durante 2004, tanto el templo como diversas pinturas de su interior, se construyó de 1562 al 1567 por Bartolomé Villegas. En 1568 se quemó el artesonado, siendo reconstruido en 1599; en el siglo XVIII se le adiciona un retablo barroco. Conserva una Inmaculada de la escuela de Alonso Cano y un Cristo crucificado de Perú.
En la puerta de la iglesia se puede ver un olmo quincentenario. Otros lugares de interés que se pueden visitar son el lavadero público, la fuente y multitud de casas blasonadas (siglo XVIII) entre los que destacan escudos de Los Pineda, Sáenz-Diente y Miras y Calafor.